# Himilcó el Navegant
Himilcó (en llatí Himilco, en grec antic Ἱμίλκων) va ser un navegant cartaginès que Plini el Vell diu que va dirigir un viatge de descobriment des de Gades cap al nord, per la costa occidental d'Europa al mateix temps que Hannó el Navegant feia el seu viatge al sud. Plini no parla d'ell en cap altre lloc.
Fest Aviè l'esmenta com autoritat pel seu poema geogràfic anomenat Ora Maritima.
Pels passatges d'Aviè se suposa que el seu viatge hauria durat quatre mesos mesos i explica que la mar estancada i plena d'algues i l'absència de vent el van fer desistir. No se sap fins on va arribar. Els mateixos cartaginesos amagaven les seves informacions per no afavorir a altres comerciants. No se sap quan es va realitzar aquest viatge. Plini el Vell diu que es va fer quan "Carthaginis potentia florente" ('quan Cartago era una potència florent').